# Grbovi dalmatinskog komunalnog plemstva – K
Za grbove dalmatinskog komunalnog plemstva ne vrijede zakoni heraldike zbog posebnih uvjeta nastanka i vlasnika istih. Grbovi dalmatinskog komunalnog plemstva pripadaju krugu talijanskog komunalnog plemstva gdje je tradicija opisivanja s gledišta promatrača. 
Grbovi s početnim slovom  K

## Grbovi
| Grb | Kuća i opis grba |
| --- | --- |
|     | Kačić (Omiš) Titula: - (HR) I. Na zlatnom polju crveni zmaj. [7/30] - (HR) II. Na zlatnom polju crveni zmaj, okrunjen s plavom krunom. [1/34] - (HR) III. Na zlatnom polju crveni zmaj, okrunjen s zlatnom krunom. [5, 6/5] - (HR) IV. Vodoravna podjela. Gore na plavom polju gornja polovica zlatnog lava, dolje dva para vodoravnih greda crveno-zlatne. [2/80] |
|     | Kačić Peko (Omiš) Titula: (HR) Okomita podjela. Lijevo na srebrenom polju crveni zmaj okrunjen zlatnom krunom, na prsima zmaja ovalni grb. Ovalni grb: na zlatnom polju crveni zmaj okrunjen zlatnom krunom (grb Kačića).Desno polje okomita podjela, lijevo crveno polje, desno plavo polje, preko svega zlatni grifon koji u kanđi drži zlatnu sablju, grifon stoji na leđima ležečeg zlatnog lava, grifon s lavom stoji na zelenom tlu. [1/34] |
|     | Kambi, Cambi (Split) Titula: - (HR) I. Okomita podjela, lijevo srebreno polje, desno crveno polje, preko svega crna lijevo kosa greda. [2/18, 3/1389] - (HR) II. Na crvenom polju zlatni dvoglavi orao, okrunjen s dvije zlatne krune. [2/68] - (HR) III. Okomita podjela, lijevo srebreno polje, desno crveno polje, preko svega crna lijevo kosa greda, u desnom kutu crvenog polja zlatni dvoglavi orao, iznad orla zlatna kruna. [1/2, 4/5] - (HR) IV. Okomita podjela, lijevo srebreno polje, desno crveno polje, preko svega crna lijevo kosa greda, u desnom kutu crvenog polja zlatni dvoglavi orao. [2/3] |
|     | Karepić (Split) Titula: (HR) Kameni reljef, grb na pročelju kuće Karepić, Split |
|     | Kavanjin (Split) Titula: (HR) Na plavom polju srebreni konj u kasu, glava okrenuta u desno, crvene uzde drži u ustima. [1/23, 2/4, 5] |
|     | Kosirić (Šibenik) Titula:Conte veneto, ugarsko plemstvo (HR) Nadgrobna ploča, Jakova Kosirića iz 1530, Muzej grada Šibenika, Šibenik |
|     | Kosirić Teodošević (Šibenik) Titula: biskup, Korčulanska biskupija (HR) Podjela na četvrtine sa središnjim grbom. 1 četvrtina: tri para lijevo kosih greda crveno srebrene, 2 četvrtina: okomita podjela, lijevo: na crvenom polju srebreni križ preko svega, desno na crvenom tri lijevo kose srebrene grede, 3 četvrtina na plavom zlatni lav, 4 četvrtina na crvenom srebrena kula stoji na srebrenom brijegu. Središnji grb na crvenom polju zlatni lav, preko svega zlatna vodoravna greda, duž grede tri šestero krake zlatne zvijezde. [1/26, ]                                                             |
|     | Kumbat (Kaštela) Titula: (HR) Vodoravna podjela s crvenom gredom. Gore na plavom polju ukrštena dva zlatna buzdovana, dolje na zlatnom polju srebreni polumjesec okrenut u desno, desno od mijeseca srebrena ruka u crvenom rukavu izlazi s desna, ruka drži srebrenu sablju. [1/26, 2/5] |